# 2019년 10월 죽음
다음은 2019년 10월에 사망한 저명한 인물 목록이다.
- 10월 1일 - 체코의 가수 카렐 고트
- 10월 2일 - 소련의 근대5종 선수 한노 셀그
- 10월 3일 - 대한민국의 정치인 차화준
- 10월 4일 - 미국의 영화배우 다이앤 캐럴
- 10월 5일 - 이탈리아의 가수 마르첼로 조르다니
- 10월 6일
  - 일본의 야구선수 가네다 마사이치
  - 영국의 가수 진저 베이커
- 10월 9일
  - 대한민국의 소설가 구인환
  - 스페인의 테니스선수 안드레스 히메노
- 10월 10일 - 프랑스의 영화배우 마리조제 나트
- 10월 11일
  - 러시아의 우주비행사 알렉세이 레오노프
  - 미국의 영화배우 로버트 포스터
- 10월 12일 - 중국의 수학자 딩스쑨
- 10월 13일 - 일본의 만화가 아즈마 히데오
- 10월 14일
  - 대한민국의 배우 설리
  - 미국의 문학평론가 해럴드 블룸
- 10월 15일 - 대한민국의 권투선수 송순천
- 10월 16일 - 대한민국의 기업인 왕상은
- 10월 17일 - 베트남의 공무원 레하이안
- 10월 21일 - 대한민국의 제18대 국무총리 노신영
- 10월 22일 - 독일의 작곡가 한스 첸더
- 10월 25일 - 대한민국의 군인 공정식
- 10월 26일 - 이슬람 국가의 최고지도자 아부 바크르 알바그다디
- 10월 27일 - 대한민국의 애국지사 방경한
- 10월 29일 - 대한민국의 노동자이자 문재인의 모친 강한옥